# Grivče
Grivče so naselje v Občini Ajdovščina, samostojna gručata vas tik nad Ajdovščino.

## Prebivalstvo
Etnična sestava 1991:

Slovenci: 60 (88,2 %)

Hrvati: 5 (7,4 %)

Neznano: 3 (4,4 %)